# Bonnie Dobson
Pour les articles homonymes, voir Dobson.
Bonnie Dobson (née le 13 novembre 1940 à Toronto) est auteur-compositeur, interprète et guitariste de folk.

## Débuts et reconnaissance
D'abord influencée, puis encouragée par Pete Seeger avec qui elle effectua une tournée américaine de 1960 à 1962, elle se produisit ensuite sur les scènes des coffeehouses de Toronto, et fit partie du Festival folk Mariposa. Elle se fixa à Chicago de 1962 à 1964, puis à New York (1964-65). Comparée à Joan Baez et Carolyn Hester pour la pureté de son soprano, elle sortit quatre singles aux États-Unis chez Prestige, et un chez Mercury Records. Revenue à Toronto en 1965, elle reprit ses concerts en « coffeehouses » locales. Sur les ondes de la radio SRC, fut plusieurs fois invitée lors de l'émission 1967 and All That, puis devint coprésentatrice de l'émission La Ronde (de 1968 à 1970, avec Chantal Beauregard). Elle enregistra aussi Bonnie Dobson et Good Morning Rain à la même époque. 
Le 3 novembre 1969, elle fit sa première scène Londres, au Queen Elizabeth Hall, et se fixa l'année suivante en Angleterre, puis se produisit très fréquemment sur les ondes de la BBC et de ITV. S'ensuivirent plusieurs concerts, passages en radio et télévision à travers toute l'Europe. Bonnie reprenait des chansons de Gordon Lightfoot, ainsi que des chansons traditionnelles ou originales.
En 1961, elle compose (Walk Me Out in the) Morning Dew à Los Angeles, chanson bientôt reprise par les chanteurs Fred Neil (vers 1964) et Tim Rose, et au cœur de nombreux démêlés concernant les droits d'auteur. Tim avait ajouté un nouveau couplet, et sorti le titre officiellement en 1967.

## Controverse
Ses titres les plus célèbres sont I'm Your Woman et Morning Dew. Morning Dew fut au cœur de nombreux débats quant aux droits d'auteur, après les reprises de Tim Rose, Grateful Dead, Jeff Beck Group et Robert Plant, entre autres. Bonnie a surtout questionné Tim Rose à propos de sa version de Morning Dew (la plus connue). Il semble que Tim ait entendu une reprise par Fred Neil, qui l'a inspiré. Mais une faille dans le système de droits d'auteur aux États-Unis permit à Tim de récupérer les droits et montants dus.

## Discographie
- 1962  At Folk City [live]
- 1964  For the Love of Him
- 1969  Bonnie Dobson
- 1970  Good Morning Rain

## Source et liens externes
- (en) Encyclopedia of Music in Canada entry